# Отруєння парацетамолом
Отруєння парацетамолом, також відоме як отруєння ацетамінофеном, виникає внаслідок надмірного приймання препарату парацетамол (ацетамінофен). У більшості людей протягом перших 24 годин після передозування спостерігаються незначні або неспецифічні симптоми. До них належать відчуття втоми, біль у животі або нудота. Зазвичай після цього минає кілька днів без жодних симптомів, після чого внаслідок печінкової недостатності виникає жовтяниця, порушення згортання крові та сплутаність свідомості. Додаткові ускладнення можуть включати ниркову недостатність, панкреатит, низький рівень цукру в крові та лактатацидоз. Як правило, хворі повністю одужують протягом кількох тижнів без додаткового лікування, проте деякі завершуються летально. 
Отруєння парацетамолом може статися випадково або як спроба самогубства. Фактори ризику токсичності включають алкоголізм, недоїдання та приймання деяких інших ліків. Порушення діяльності печінки спричиняється не самим парацетамолом, а одним із його метаболітів, <i id="mwRg">N</i>-ацетил<i id="mwRw">-p</i>-бензохіноніміном (NAPQI). NAPQI знижує рівень глутатіону в печінці та безпосередньо пошкоджує клітини печінки. Діагноз ставиться на основі рівня парацетамолу в крові у певні часові проміжки після приймання препарату. Ці показники часто відображаються на номограмі Румака-Метью для визначення рівня занепокоєння.
Лікування може включати активоване вугілля, якщо людина звернеться за медичною допомогою невдовзі після передозування. Не рекомендується намагатися спонукати людину до блювання. Якщо існує потенційна токсичність, рекомендується антидот ацетилцистеїн. Ліки зазвичай вводять протягом щонайменше 24 годин. Після одужання може знадобитися психіатрична допомога. Якщо пошкодження печінки стає серйозним, може знадобитися трансплантація печінки. Необхідність трансплантації часто обумовлена низьким pH крові, високим рівнем лактату в крові, слабким згортанням крові або значною печінковою енцефалопатією. У разі раннього лікування печінкова недостатність трапляється рідко. Смерть трапляється приблизно у 0,1% випадків.
Отруєння парацетамолом уперше було описано в 1960-х роках. Рівні отруєнь значно варіюються між регіонами світу. У Сполучених Штатах щорічно реєструються понад 100 000 випадків. У Сполученому Королівстві це препарат, який є причиною найбільшої кількості передозувань. Найчастіше страждають маленькі діти. У Сполучених Штатах і Великій Британії парацетамол є найпоширенішою причиною гострої печінкової недостатності.